# Earache Records
Earache Records es una discográfica británica que se fundó en 1985, basada en el heavy metal, son procedentes del Reino Unido en Inglaterra. A principios de 2007 firmó un acuerdo para distribuir con Caroline Distribución.

## Bandas notables y Artistas (presentes y pasados)
- Adema
- Akercocke
- Anal Cunt
- Annihilator
- At the Gates
- The Berzerker
- Biomechanical
- Blackberrie Smoke
- Blood Red Throne
- Bring Me The Horizon (para US)
- Brutal Truth
- Bolt Thrower
- Bonded by Blood
- Carcass
- Cathedral
- Concrete Sox
- Coalesce
- Cult of Luna
- Decapitated
- December Wolves
- Deicide
- Delta 9
- Disciples of Annihilation
- Dub War
- Entombed
- Ephel Duath
- Evile
- Ewigkeit
- Extreme Noise Terror
- Forest Stream
- Fudge Tunnel
- Gama Bomb
- Godflesh
- Green Druid
- Haggard Cat
- Hate Eternal
- The Haunted
- Insision
- Iron Monkey
- Janus Stark
- Lawnmower Deth
- Love and Death
- Luke Fortini
- Massacre
- Misery Loves Co.
- Mistress
- Morbid Angel
- Mortiis
- Municipal Waste
- Naked City
- Napalm Death
- OLD
- Pitchshifter
- Pulkas
- Scorn
- Severe Torture
- Society 1
- Sore Throat
- Spazztic Blurr
- SSS
- Sleep
- Tallah
- !T.O.O.H.!
- Terrorizer
- The Temperance Movement
- Those Damn Crows
- Ultraviolence
- Usurper
- Vader
- Vektor
- With Passion
- Woods of Ypres